# Naturschutzgebiet Walachei
Koordinaten: 51° 40′ 35″ N, 8° 23′ 10″ O
Das Naturschutzgebiet Walachei liegt auf dem Gebiet der Stadt Lippstadt im Kreis Soest in Nordrhein-Westfalen. Das Gebiet erstreckt sich östlich der Kernstadt Lippstadt und nördlich von Rixbeck direkt an der westlich verlaufenden Landesstraße 636. Nordwestlich fließt die Lippe.

## Bedeutung
Für Lippstadt ist seit 1996 ein 10,19 Hektar großes Gebiet unter der Schlüsselnummer SO-053 als Naturschutzgebiet ausgewiesen.